# Stadio centrale Paxtakor
Lo stadio centrale Paxtakor (in uzbeco Paxtakor markaziy stadioni) è uno stadio della città di Tashkent, in Uzbekistan.
Situato nel centro della capitale uzbeka,  nel distretto di Sheikhantaur, dal 2008 ha una capienza di 35 000 spettatori. In precedenza la capienza dello stadio è stata di 60 000 spettatori (dal 1956 al 1996) e di 55 000 spettatori (dal 1996 al 2008). Ospita le partite interne del Paxtakor e dal 1956 al 2012 ha ospitato le partite casalinghe della nazionale uzbeka di calcio.

## Storia
I lavori di costruzione dello stadio, progettato dall'architetto Mitkhat Saghatdinovich Bulatov, iniziarono nel 1954 e si conclusero nel 1956, anno dell'inaugurazione, che avvenne il 20 agosto con la partita di massima serie sovietica tra Paxtakor e Dinamo Tbilisi. La prima partita internazionale giocata nello stadio risale al 19 settembre 1956, quando si affrontarono Paxtakor e Dinamo Tirana. Al momento dell'apertura e fino al 1996 l'impianto aveva una capienza di 60 000 spettatori, ma, a seguito di lavori di rinnovamento compiuti nel 1960, 1980 e 1996, la capacità passò a 55 000 spettatori. Ulteriori lavori di rinnovamento furono attuati nel 2008, quando la capienza scese a 35 000 spettatori, e nel 2012. Nel 2013 fu rimpiazzato dallo stadio Nazionale (Milliy stadioni), all'epoca denominato stadio Bunyodkor, come sede regolare delle partite della nazionale uzbeka di calcio.
Lo stadio ospita anche le partite delle nazionali giovanili uzbeke, della nazionale uzbeka di calcio femminile e vari eventi quali tornei, concerti e spettacoli.